# Rainier (évêque)
Pour les articles homonymes, voir Rainier.
Rainier est un chanoine de l’église de Marseille, élu évêque de Marseille de la fin du XIIe siècle et au début du siècle suivant.

## Biographie
Rainier au moment de son élection à l'épiscopat de Marseille appartenait au chapitre cathédral depuis plus de 25 ans. En 1199, le pape Innocent III lui confie le rétablissement de l’ordre dans l’abbaye de Lérins. Il se rend au concile d’Arles tenu en 1205 par le légat Pierre de Castelnau qui sera plus tard assassiné le 14 janvier 1208. Il se rend à Saint-Gilles le 20 juin 1209 où le Comte Raymond VI de Toulouse, accusé du meurtre du légat, sera absous.
Son sceau est le premier connu. Il a multiplié les fondations religieuses et hospitalières rendues nécessaires par le développement démographique et l’expansion commerciale (Trinitaires, Prémontrés, Cisterciens). Il fonde en particulier en 1205, avec le chapitre de Marseille, l'Abbaye de Saint-Pons de Gémenos, maison de moniales cisterciennes, auxquelles il donne pour première abbesse une noble femme prénommée Gersande.